# Jake E. Lee
Pour les articles homonymes, voir Lee.
Jakey Lou Williams, dit Jake E. Lee, né le 15 février 1957 à Norfolk (Virginie), est surtout connu pour avoir été le guitariste d'Ozzy Osbourne sur les albums de Bark at the Moon et The Ultimate Sin.

## Biographie
En 1989, Jake E. Lee forme le groupe « Badlands » avec le chanteur Ray Gillen (ex Black Sabbath) et le batteur Eric Singer (Kiss-Alice Cooper) dans un style hard rock. Après deux albums le chanteur Ray Gillen meurt du SIDA et le groupe se sépare. Depuis, Jake E. Lee participa à des albums en hommage à AC/DC, Rush, Van Halen, Randy Rhoads et Metallica. Il sortit un album solo en 2005 avec Aynsley Dunbar et Tim Bogert.
En 2013 il fonde le groupe Red Dragon Cartel avec qui il sort un premier album l'année suivante.

## Discographie

### Mickey Ratt
- 2000 The Garage Tape Dayz 78-81

### Ozzy Osbourne
- 1983 Bark at the Moon
- 1986 The Ultimate Sin

### Badlands
- 1989 Badlands
- 1991 Voodoo Highway
- 1998 Dusk

### Wiked Alliance
- 1994 Twisted Beauty Demo

### albums solo
- 1996 A Fine Pink Mist
- 2005 Retraced
- 2007 Guitar Warrior
- 2008 Running with the Devil

### Enuff Z'Nuff
- 2009 Dissonance

### Red Dragon Cartel
- 2014 Red Dragon Cartel